# آوای زندگی
آوای زندگی فیلمی به کارگردانی  و نویسندگی علی شاه حاتمی ساختهٔ سال ۱۳۸۷ است.

## بازیگران
- عبداله البلوشی
- سعید الفقاعی
- علی سیف المشاری
- فرید الجسمی